# Tropidonophis doriae
Espèce
Synonymes
- Tropidonotus doriae Boulenger, 1897

Tropidonophis doriae est une espèce de serpents de la famille des Natricidae.

## Répartition
Cette espèce se rencontre :
- dans les îles Aru en Indonésie ;
- en Nouvelle-Guinée tant dans la partie Papouane-néo-guinéenne que dans la partie indonésienne.

## Étymologie
Cette espèce est nommée en l'honneur de Giacomo Doria.

## Publication originale
- Boulenger, 1898 "1897" : An account of the reptiles and batrachians collected by Dr. L. Loria in British New Guinea. Annali del Museo Civico di Storia Naturale di Genova, sér. 2, vol. 18, p. 694-710 (texte intégral).